# 柳林河站
柳林河站位于中华人民共和国山西省太原市尖草坪区峙头村北，建于1979年。距太原站33公里，距镇城底站31公里。曾为四等站，2014年12月17日因西张至镇城底双线开通而撤销。客运办理旅客乘降，行李、包裹托运。

## 站线布置
柳林河站有两条股道一个侧模站台，2014年5月的配线图参见模板:柳林河站RDT2014年5月，下为2014年7月的。